# Predrag Samardžiski
Predrag Samardžiski (mazedonisch Предраг Самарџиски; * 4. November 1986 in Skopje, SR Mazedonien) ist ein mazedonischer Basketballspieler. Samardžiski spielte hauptsächlich in der serbischen Hauptstadt Belgrad professionell für die Vereine Partizan, FMP Železnik und Roter Stern. Des Weiteren war er aber neben dem türkischen Verein Olin Edirne auch für den international erfolgreichen Verein Lietuvos rytas aus dem litauischen Vilnius anderthalb Spielzeiten aktiv. Seit Januar 2013 spielt Samardžiski wieder in Belgrad für Roter Stern, die zuvor mit FMP Železnik fusioniert hatten, bei denen er bereits fünf Spielzeiten aktiv war.

## Karriere
Samardžiski gab sein Debüt bei den Senioren in der Spielzeit 2004/05 beim serbischen Serienmeister KK Partizan. Diese gewannen zwar erneut die nationale Meisterschaft, verloren aber das Finale der Adriatischen Basketballliga 2005 gegen den serbischen Vizemeister KK Hemofarm aus Vršac. Samardžiski hingegen wechselte 2005 zum Belgrader Lokalrivalen FMP Železnik, die als Reflex die Adria-Liga 2004 gewonnen hatten. Als Železnik gewannen sie erneut 2006 die Adria-Liga mit einem Punkt Vorsprung im Finale gegen KK Partizan, die sich erneut mit dem nationalen Titel und der letzten gemeinsamen Meisterschaft von Serbien und Montenegro 2006 zufriedengeben mussten. Anschließend war KK Partizan sowohl in den Finalspielen der Adria-Liga als auch in der serbischen Meisterschaft nicht zu schlagen. Samardžiski erreichte mit Železnik als Titelverteidiger 2007 das Finale der Adria-Liga, welches ausnahmsweise als Play-off-Serie ausgetragen wurde und glatt in zwei Spielen gegen Partizan verloren wurde. In der nationalen Meisterschaft schied man in der Folge immer vor der Finalserie aus.
2010 wechselte Samardžiski erstmals außerhalb des ehemaligen Staatsgebiets des alten Jugoslawiens und spielte eine Spielzeit bei Olin aus Edirne in der Türkiye Basketbol Ligi. Olin erreichte die Play-offs um die türkische Meisterschaft, wo man in der ersten Runde in der Maximalanzahl der Spiele dem Hauptrundenzweiten Banvit BK unterlag. Samardžiski gehört mit knapp neun Rebounds pro Spiel zu den fünf besten Spielern dieser Kategorie in der Liga; dank hoher Feldwurfquoten und immerhin mehr als zwei Assists pro Spiel gehörte er ferner zu den zehn besten Spielern in der Effektivitätswertung der Hauptrunde. Für die darauffolgende Spielzeit wechselte Samardžiski zum litauischen Vizemeister Lietuvos rytas aus Vilnius, der sich jedoch den Meistertitel gegen Žalgiris Kaunas nicht zurückholen konnte und die Meisterschafts-Finalserie 2012 glatt in drei Spielen verlor. Auch das Finalspiel der Baltic Basketball League ging gegen Žalgiris verloren. Einzig in der supranationalen, osteuropäischen VTB United League 2011/12 platzierte man sich vor dem ewigen Rivalen aus Kaunas, nachdem man das Viertelfinale gegen den russischen Vizemeister BK Chimki und auch das Spiel um den dritten Platz gewann. Dafür verlor man im Eurocup 2011/12 beim Finalturnier in Chimki das Halbfinalspiel der einzigen bisher zweimal erfolgreichen Vereine gegen den Valencia Basket Club, die das Finale jedoch gegen Gastgeber BK Chimki verloren. Durch einen Sieg über BK Spartak Sankt Petersburg belegte man auch hier den dritten Platz. Für die folgende Spielzeit qualifizierte man sich für den höchsten europäischen Vereinswettbewerb EuroLeague 2012/13. Hier scheiterte man jedoch in der Vorrunde im Kampf um den letzten Qualifikationsplatz für die Zwischenrunde am deutschen Double-Gewinner Brose Baskets aus Bamberg sowie Samardžiskis Ex-Verein Partizan Belgrad.
Nach dem vorzeitigen Ausscheiden in der EuroLeague verließ Samardžiski im Januar 2013 den litauischen Verein und kehrte nach Belgrad zurück, wo FMP Železnik mittlerweile mit KK Roter Stern fusioniert war. Nach dem Pokalsieg in Serbien verlor man jedoch das Finale sowohl in der serbischen Meisterschaft als auch in der ABA-Liga gegen Partizan. Anschließend wechselte Samardžiski von Belgrad aus erneut in die Türkei und spielt in der Saison 2013/14 beim Verein aus Mersin.

## Nationalmannschaft
2009 erreichte die mazedonische Basketballnationalmannschaft der Herren erstmals wieder seit 1999, als noch Petar Naumoski aktiv war, eine Endrunde der Basketball-Europameisterschaft. Bei der EM-Endrunde 2009 in Polen erreichte man, angeführt von dem naturalisierten US-Amerikaner Jeremiah Massey die Zwischenrunde, wo man eine junge deutsche Basketballnationalmannschaft besiegen konnte und am Ende Neunter wurde.
Zwei Jahre später konnte man sich erneut qualifizieren für die EM-Endrunde 2011 in Polens Nachbarland Litauen. Statt von Massey wurde Mazedonien jetzt vom naturalisierten Bo McCalebb angeführt, mit dem man überraschend bis in die „Knockout-Spiele“ der Finalrunde der besten acht Mannschaften vordrang. Nach einem Viertelfinalsieg über den favorisierten Gastgeber Litauen verpasste man in den folgenden beiden Niederlagen gegen Turniersieger Spanien und im „kleinen Finale“ gegen Russland eine Medaille nur knapp.